# 中山桜台
中山桜台（なかやまさくらだい）は兵庫県宝塚市の地名。一丁目から七丁目までが存在する。郵便番号は、665-0877。

## 概要
中山桜台は中山台ニュータウンの一部であり、昭和40年代以降に長尾山系の南斜面に開発された大規模な計画的住宅地である
伊丹空港や大阪湾など大阪平野が見渡せる眺望が広がっており、周囲を緑に囲まれ静寂で空気の澄んだ良好な住環境である
景観や自然環境を大切にした街の作りになっており、幹線道路を配置することで住居地域内は通り抜け車両がなるべく通らない作りとなっている
中山台ニュータウン地域は2015年(平成27年に環境省の「生物多様性保全上重要な里地里山500選」の一ヶ所として選定され、街の北側は「中山台緑地保全地区」に指定されており開発は規制されている
西側には林野庁の「自然休養林」とその中に林野庁から環境教育用に借りている広大な「宝っこ夢の森」があり自然環境資源が豊富である

## 世帯数と人口
2022年（令和4年）10月1日現在の世帯数と人口は以下の通りである。
| 町丁           | 世帯数    | 人口    |
| -------------- | --------- | ------- |
| 中山桜台一丁目 | 125世帯   | 285人   |
| 中山桜台二丁目 | 381世帯   | 826人   |
| 中山桜台三丁目 | 140世帯   | 332人   |
| 中山桜台四丁目 | 271世帯   | 582人   |
| 中山桜台五丁目 | 259世帯   | 539人   |
| 中山桜台六丁目 | 957世帯   | 1,920人 |
| 中山桜台七丁目 | 74世帯    | 174人   |
| 計             | 2,207世帯 | 4,658人 |

## 小・中学校の学区
市立小・中学校に通う場合、学区は以下の通りとなる。
| 番地             | 小学校               | 中学校                   |
| ---------------- | -------------------- | ------------------------ |
| 中山桜台1～7丁目 | 宝塚市立中山台小学校 | 宝塚市立中山五月台中学校 |

## 交通
最寄り駅は阪急宝塚線の中山観音駅と山本駅、およびJR宝塚線の中山寺駅。地区内へは、中山観音駅と山本駅からあわせて一日約120便の阪急バスが運航されている。

## 施設
- 中山サービスセンター（医療・飲食・教育・サービス）
- コープこうべ　中山台店
- 中山桜台郵便局
- 宝塚市サービスステーション
- 宝塚警察署 中山台交番
- 東消防署　中山台出張所
- 宝塚市立児童館　中山台子ども館